# Moodle
Moodle (acronimo di Modular Object-Oriented Dynamic Learning Environment, ambiente per l'apprendimento modulare, dinamico, orientato ad oggetti) è un ambiente informatico per la gestione di corsi, ispirato al costruzionismo, teoria secondo la quale ogni apprendimento sarebbe facilitato dalla produzione di oggetti tangibili.
Il suo software è scritto in PHP e JavaScript; è open source e modulare, permettendo quindi a qualunque gruppo di utenti di sviluppare funzionalità aggiuntive personalizzate.

## Storia
Moodle è stato ideato da Martin Dougiamas, un amministratore di rete alla Curtin University in Australia, laureato in informatica e con un master di un anno in educazione. L'idea di Moodle nasce dai suoi studi per una tesi di dottorato, mai realizzata, su L'uso del software libero per aiutare un'epistemologia costruzionista sociale di insegnamento e apprendimento all'interno di comunità, con domande riflessive, basate su Internet.

### Origine del nome
La parola Moodle è un acronimo per Modular Object-Oriented Dynamic Learning Environment (ambiente di apprendimento dinamico, modulare, orientato ad oggetti), anche se originariamente la M stava per "Martin", il nome dell'ideatore.
In diversi Paesi il termine è un marchio registrato da Martin Dougiamas.
In inglese esiste anche un verbo to moodle, che significa: oziare, perdere tempo.

### Approccio pedagogico
L'idea costruzionista alla base di Moodle, dalla quale è nato lo statunitense "No Child Left Behind Act of 2001", è evidenziata da vari aspetti del suo sviluppo, come la possibilità di far inserire e commentare tabelle di dati o wiki agli studenti, o di consegnare e correggere compiti tramite internet. Per il docente è prevista la possibilità di visualizzare tutti i log degli studenti e di visualizzare quali non si sono collegati da più tempo.
Moodle lascia comunque la possibilità all'insegnante di gestire da sé il proprio corso, anche orientandolo al conseguimento dei risultati.

## Funzionalità
Moodle permette di organizzare e gestire corsi in rete (e-learning, blended learning o autoapprendimento), lasciando agli studenti strumenti sociali come:
- un forum, un blog e una chat
- una wiki e un glossario
- dei quiz

Moodle può utilizzare anche "unità" (Learning object) prodotte tramite applicativi d'autore nelle versioni 1.2 e 1.3 dello standard SCORM.
È possibile anche l'integrazione con strumenti di videoconferenza come ad esempio il software Big Blue Button
Moodle può essere utilizzato in diverse lingue e con un aspetto personalizzato. La sua struttura modulare, l'utilizzo di software libero e l'adozione di standard industriali aperti permettono inoltre di sviluppare e/o di aggiungere all'ambiente funzionalità e contenuti personalizzati.

### Specifiche
Moodle può essere installato sui server di rete che supportano il PHP, dunque sulla maggior parte dei servizi di hosting, come quelli che utilizzano uno dei sistemi Unix, Linux, FreeBSD, Windows, Mac OS X, NetWare. Per gli utenti, Moodle è accessibile tramite qualunque programma di navigazione internet.
I dati utilizzati da Moodle vengono memorizzati in un database. Fino alla versione 1.6 veniva supportato solo MySQL o PostgreSQL. Dalla versione 1.7, distribuita nel novembre del 2006, Moodle sfrutta l'astrazione del database, in modo da rendere possibile l'uso di altri database come Oracle e Microsoft SQL Server.

### Versione 2.x
A partire dalla versione 2.0, distribuita verso la fine del 2010, Moodle a fronte di una sostanziale riscrittura del codice, ha introdotto numerose nuove funzionalità, tra cui:
- Attività condizionali: ogni "oggetto" presente in un corso (dal semplice file PDF al più complesso Learning Object) può essere gestito sulla base delle azioni precedenti dello studente (completamento di attività, raggiungimento di un certo punteggio, ecc.)
- Accesso a repository esterni: Moodle può accedere a file presenti su Dropbox, Amazon S3, Google Drive, ecc. senza la necessità di caricarli sul server. Inoltre il nuovo selettore di file chiamato "File picker" permette la ricerca e l'accesso a file presenti su YouTube, Wikimedia Commons, Flickr, ecc.
- Supporto ai Web service: la piattaforma è in grado di comunicare con servizi esterni presenti in Internet tramite protocolli standard.
- Utilizzo su tutti i browser moderni: l'adozione di framework standard come JQuery e di un editor basato su TinyMCE hanno incrementato l'utilizzo di AJAX che permette un'interattività più spinta nelle pagine di Moodle estendendo il supporto a tutti i moderni browser internet. Nel contempo è cessato il supporto alle vecchie versioni di Internet Explorer; la versione 2.5 di Moodle ha interrotto il supporto ad Internet Explorer 8, il browser Microsoft più recente installabile su Windows XP[6].

### Versione 3.5
A partire dalla versione 3.5, Moodle ha iniziato ad essere adattato per risultare conforme alle direttive GDPR dell'Unione europea con l'introduzione di appositi plugin e l'aggiornamento dell'applicazione. Queste funzionalità sono state rese disponibili anche per le versioni 3.4 e 3.3.

## Sviluppo
Soprattutto a partire dalla versione 2.0, gli aggiornamenti importanti del software (major release e minor release) vengono effettuati con tempistiche calendarizzate:
- Major release: secondo lunedì di maggio e di novembre
- Minor release: secondo lunedì di luglio, settembre, novembre, gennaio, marzo e maggio, anche se la pubblicazione tende ad essere più o meno regolare a seconda della criticità degli aggiornamenti apportati.

Ogni settimana vengono inoltre pubblicati aggiornamenti minori del software, indicati aggiungendo al numero di versione il suffisso "+". Ad esempio con la versione 2.5.1+ viene indicato un generico aggiornamento minore settimanale alla versione 2.5.1 di Moodle.

### Cronologia delle versioni
Tabella delle versioni ufficiali di Moodle e del loro ciclo di vita elencate in ordine cronologico di uscita:
| Versione principale | Data di pubblicazione | Ultima versione stabile | Data ultima versione | Tipo di supporto  | Fine supporto    |
| ------------------- | --------------------- | ----------------------- | -------------------- | ----------------- | ---------------- |
| 1.0                 | 20-09-2002            | 1.0.9                   | 30-05-2003           | EOL               | maggio 2003      |
| 1.1                 | 29-09-2003            | 1.1.1                   | 11-09-2003           | EOL               | settembre 2003   |
| 1.2                 | 20-03-2004            | 1.2.1                   | 25-03-2004           | EOL               | marzo 2004       |
| 1.3                 | 25-05-2004            | 1.3.5                   | 09-09-2004           | EOL               | settembre 2004   |
| 1.4                 | 31-08-2004            | 1.4.5                   | 07-05-2005           | EOL               | maggio 2005      |
| 1.5                 | 05-06-2005            | 1.5.4                   | 21-05-2006           | EOL               | maggio 2006      |
| 1.6                 | 20-05-2006            | 1.6.9                   | 28-01-2009           | EOL               | gennaio 2009     |
| 1.7                 | 07-11-2006            | 1.7.7                   | 28-01-2009           | EOL               | gennaio 2009     |
| 1.8                 | 30-03-2007            | 1.8.14                  | 03-12-2010           | EOL               | dicembre 2010    |
| 1.9                 | 03-03-2008            | 1.9.19                  | 09-07-2012           | EOL               | dicembre 2013    |
| 2.0                 | 24-11-2010            | 2.0.10                  | 09-07-2012           | EOL               | giugno 2012      |
| 2.1                 | 01-06-2011            | 2.1.10                  | 14-01-2013           | EOL               | dicembre 2012    |
| 2.2                 | 05-12-2011            | 2.2.11                  | 08-07-2013           | EOL               | giugno 2013      |
| 2.3                 | 25-06-2012            | 2.3.11                  | 13-01-2014           | EOL               | dicembre 2013    |
| 2.4                 | 03-12-2012            | 2.4.11                  | 14-07-2014           | EOL               | giugno 2014      |
| 2.5                 | 14-05-2013            | 2.5.9                   | 10-11-2014           | EOL               | novembre 2014    |
| 2.6                 | 18-11-2013            | 2.6.7                   | 12-01-2015           | EOL               | maggio 2015      |
| 2.7 (LTS)           | 12-05-2014            | 2.7.12                  | 11-01-2016           | EOL               | maggio 2017      |
| 2.8                 | 10-11-2014            | 2.8.10                  | 11-01-2016           | EOL               | novembre 2016    |
| 2.9                 | 11-05-2015            | 2.9.4                   | 11-01-2016           | EOL               | giugno 2016      |
| 3.0                 | 16-11-2015            | 3.0.2                   | 11-01-2016           | EOL               | maggio 2017      |
| 3.1 (LTS)           | 23-05-2016            | 3.1.12                  | 17-05-2018           | EOL               | maggio 2019      |
| 3.2                 | 05-12-2016            | 3.2.9                   | 17-05-2018           | EOL               | maggio 2018      |
| 3.3                 | 15-05-2017            | 3.3.9                   | 12-11-2018           | EOL               | maggio 2018      |
| 3.4                 | 13-11-2017            | 3.4.3                   | 13-05-2018           | EOL               | maggio 2018      |
| 3.5 (LTS)           | 17-05-2018            | 3.5.18                  | 10-05-2021           | EOL               | 10 maggio 2021   |
| 3.6                 | 03-12-2018            | 3.6.10                  | 11-05-2020           | EOL               | 11 maggio 2020   |
| 3.7                 | 20-05-2019            | 3.7.9                   | 09-11-2020           | EOL               | 9 novembre 2020  |
| 3.8                 | 18-11-2019            | 3.8.9                   | 10-05-2021           | EOL               | 10 maggio 2021   |
| 3.9 (LTS)           | 15-06-2020            | 3.9.25                  | 11-12-2023           | EOL               | 11 dicembre 2023 |
| 3.10                | 09-11-2020            | 3.10.11                 | 09-05-2022           | EOL               | 9 maggio 2022    |
| 3.11                | 17-05-2021            | 3.11.18                 | 11-12-2023           | EOL               | 11 dicembre 2023 |
| 4.0                 | 19-04-2022            | 4.0.12                  | 11-12-2023           | EOL               | 11 dicembre 2023 |
| 4.1 (LTS)           | 28-11-2022            | 4.1.7                   | 11-12-2023           | Long Term Support | 8 dicembre 2025  |
| 4.2                 | 24-04-2023            | 4.2.4                   | 11-12-2023           | Attivo            | 7 ottobre 2024   |
| 4.3                 | 09-10-2023            | 4.3.1                   | 11-12-2023           | Attivo            | 21 aprile 2025   |

     Vecchia versione non più supportata
     Vecchia versione ancora supportata
     Versione attuale

## MoodleMoot
Utenti e sviluppatori di Moodle si incontrano periodicamente in convegni che chiamano "MoodleMoot", dove hanno la possibilità di condividere le proprie esperienze e dove vengono presentati alcuni sviluppi previsti. Tali convegni, che si svolgono regolarmente in tutto il mondo, sono generalmente ospitati da un'università o da altre istituzioni.

### MoodleMoot Globali
- MoodleMoot Global 2020 - online
- MoodleMoot Global 2019 - Barcellona

### MoodleMoot italiani

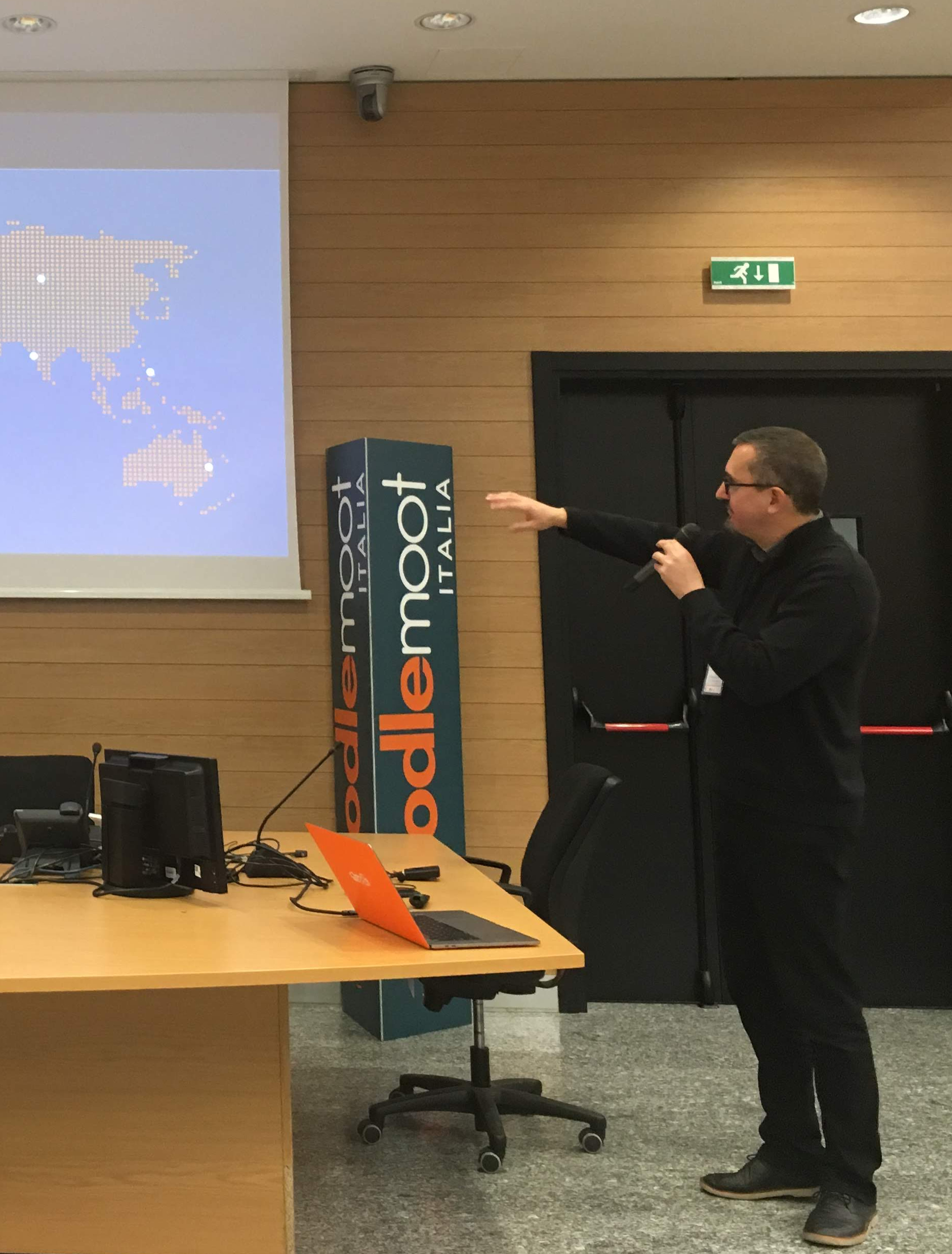
Martin Dougiamas - MoodleMoot Italia, Università Milano Bicocca, 2018

A partire dal 2005 anche in Italia vengono organizzati annualmente dei "MoodleMoot", dedicati principalmente alla comunità italiana. Da agosto 2016 è attiva l'Associazione Italiana Utenti Moodle (AIUM), unica associazione in Italia riconosciuta dai Moodle HQ e organizzatrice dei MoodleMoot italiani.
- MoodleMoot Italia 2024 - Viterbo - organizzato da AIUM e Università degli Studi della Tuscia, 10-12 ottobre 2024
- MoodleMoot Italia 2023 - Firenze, Organizzato da AIUM e Università degli Studi di Firenze, 14-16 dicembre 2023
- MoodleMoot Italia 2022 - Urbino, organizzato da AIUM e Università degli Studi di Urbino "Carlo Bo", 22-24 settembre 2022
- MoodleMoot Italia 2021 - Torino, organizzato da AIUM e Università degli Studi di Torino e Esercito Italiano, 2-4 dicembre 2021
- MoodleMoot Italia 2020 - Online, organizzato da AIUM e Università degli Studi di Padova, 26-28 Novembre 2020
- MoodleMoot Italia 2019 - Verona, organizzato da AIUM e Università degli Studi di Verona - Polo universitario di Santa Marta, 5-7 dicembre 2019[12]
- MoodleMoot Italia 2018 - Milano, organizzato da AIUM e Università degli Studi di Milano-Bicocca, 13-15 dicembre 2018
- MoodleMoot Italia 2017 - Roma, organizzato da AIUM e Università di Roma "La Sapienza", 28-30 settembre 2017
- MoodleMoot Italia 2016 - Modena, organizzato da AIUM e Università degli Studi di Modena e Reggio Emilia, 7-9 settembre 2016[13]
- MoodleMoot Italia 2015 - Genova, Università degli Studi di Genova, 9-11 settembre 2015[13]
- miniMooTS 2014 - Trieste, Università degli Studi di Trieste, 10-11 ottobre 2014
- MoodleMoot Italia 2014 - Padova, Università degli Studi di Padova, 20-21 giugno 2014
- MoodleMoot Italia 2013 - Ancona, Università Politecnica delle Marche, 19-20 settembre 2013
- MoodleMoot Italia 2012 - Livorno Accademia Navale di Livorno, 5-6 ottobre 2012
- MoodleMoot Italia 2011 - Trieste, Università degli Studi di Trieste, 23-24 giugno 2011
- MoodleMoot Italia 2010 - Bari, Politecnico di Bari, 2-3 luglio 2010
- MoodleMoot Italia 2009 - Torino, Università degli Studi di Torino, 8-9 maggio 2009
- Moodle International Conference 2008 - Roma, Università degli Studi Roma Tre, 21-22 ottobre 2008
- MoodleMoot Italia 2008 - Padova, Università degli Studi di Padova, 9-10 maggio 2008
- UniMoodle 2007 - Genova, Università degli Studi di Genova, 18-19 ottobre 2007
- Moodlemoot Italia 2007 - Reggio Emilia, Università di Modena e Reggio Emilia, 22-23 marzo 2007
- MoodleMoot Italia 2006 - Alessandria, Università degli Studi del Piemonte orientale, 6-7 aprile 2006
- Moodle@expoelearning - Ferrara, Fiera di Ferrara, 6-8 ottobre 2005
- MoodleMiniMoot 2005 - Roma, 13 giugno 2005